# Sant'Agata sopra Cannobio
Sant'Agata è una frazione del comune di Cannobio. Sorge sul versante orientale del Monte Giove a 473 metri sul livello del mare. Fu definita "balcone del Lago Maggiore" da Luigi Piffero noto pittore che morì a Sant'Agata lasciando numerose opere e importanti restauri.

## Geografia fisica
L'ex comune di Sant'agata sopra Cannobio prima dell'accorpamento al comune di Cannobio (nel 1928), contava una superficie di 1473 ettari, di poco inferiore a quella di Cannobio (1858 ettari). Sant'Agata contava numerosi alpeggi fin oltre il Monte Giove e confinava con Cavaglio San Donnino (oggi Valle Cannobina) a ovest e San Bartolomeo Valmara a nord e Traffiume a sud. A sud del paese nel 1940 una frana causata dalle violenti piogge, fece crollare il cimitero e alcune abitazioni; furono così rinforzati i secolari "fossi", due lunghi canali per deviare l'acqua piovana dall'alpeggio di Scesel fino alla frazione di Socragno. Tuttora i fossi sono in funzione e vengono regolarmente puliti.
La frazione è suddivisa in nove rioni: Carvada, Chiesa, Crosaia, Cipa, Malcantone, Poma, S.Antonio, Piazza e Cà Cima.
Le vie di comunicazione che portano da Cannobio a Sant'Agata sono principalmente due: la strada statale 34 del Lago Maggiore (SS 34) per 2 chilometri, poi svoltando per la strada comunale per altri 3 chilometri che attraversa le frazioni di Nizzolino, Ronco, Campeglio e l'antica mulattiera percorribile solo a piedi. Partono entrambe a nord dell'abitato di Cannobio.

## Storia ed edifici di rilievo
Le origini di Sant'Agata sono remote, contemporanee a quelle di Cannobio che risalgono al tempo dell'occupazione di Roma imperiale. Fin verso il 1400 si chiamava Crimiala e le abitazioni sorgevano anche in zone più elevate per sfruttare meglio i pascoli. Prese il suo attuale nome dalla titolare della parrocchia.
Un'altra denominazione usata era quella di Piaggio di sopra o Piaggio di fuori ed in questo si scorge una comunanza di rapporti e di interessi fra Sant'Agata e San Bartolomeo che allora si chiamava Piaggio di sotto o Piaggio di dentro. Altri nomi con cui si definivano le due attuali frazioni, erano Piaggio de citra pontem e Piaggio de ultra pontem (al di qua o al di là del ponte della frazione di Cinzago). Durante la Peste di San Carlo nel biennio 1576-1577 e durante la peste del 1630, i santagatesi svolsero particolari mansioni nei confronti dei malati. Infatti gli uomini di Sant'Agata, che per la maggior parte erano imbianchini e decoratori, erano ritenuti immuni dalle infezioni. Per questo motivo gli abitanti della frazione venivano chiamati "monat" dai paesi limitrofi.
Nel 1891 si contavano 720 abitanti ed era inclusa nel collegio elettorale di Novara I.
Durante le due guerre mondiali, Sant'Agata inviò molti suoi uomini come soldati al fronte. Di recente è stato restaurato il viale delle Rimembranze dal locale gruppo Alpini (rinominato "Parco dei caduti Mario Rigoni Stern").
Fino al 1928 Sant'Agata era un comune indipendente. Con la centralizzazione venne aggregata alla comunità di Cannobio. Un tentativo di riconquistare la propria autonomia fu compiuto nel 1945, subito dopo la Liberazione. Venne inoltrata al prefetto di Novara una domanda in cui si richiedeva la ricostituzione del comune di Sant'Agata sopra Cannobio. Il documento consisteva in una lettera sottoscritta da numerose persone del posto intesa a dimostrare che dall'aggregazione al comune di Cannobio, Sant'Agata non aveva beneficiato in nulla e per questa ragione i frazionisti accarezzarono l'idea di autoamministrarsi. Il tentativo non ebbe seguito. Nel 1950 iniziarono i lavori per la strada carrozzabile collegante la frazione con il capoluogo, inaugurata poi nel 1953 dall'allora Ministro Giulio Pastore che aveva favorito con il suo fattivo interessamento la realizzazione della strada comunale. Come in molti paesi, anche a Sant'Agata gli abitanti hanno un nome: "bucc", che non ha etimologicamente una traduzione vera; era un nome dato per distinguersi dai "pedù" di Traffiume, dai "maroeuc" di Piaggio e dai "speleca corna" di Cannobio.

### La chiesa parrocchiale
In un documento datato 1339 si accenna al "Presbiter Cappellanus S. Agathe" vale a dire all'edificio originario che era composto da due navate comprendenti la zona sudorientale dell'attuale chiesa.
La parrocchia di Sant'Agata fu fondata da San Carlo Borromeo nel 1556 allora Arcivescovo di Milano e da cui dipendeva il territorio dell'Alto Verbano. Ciò è documentato dal fatto che il rito ambrosiano era praticato in alcune parrocchie di queste zone, tra cui quella di Sant'Agata.
L'attuale chiesa è sorta su un precedente tempio d'età romanica. Negli archivi dell'Arcidiocesi di Milano si conosce la data della sua Consacrazione: 1473. Testimonianze successive le troviamo nella sacrestia con la volta dipinta con il Martirio di Sant'Agata (1759 – pittore locale) e nel campanile addossato a quello odierno a cui manca la cella campanaria.
Nella seconda metà del XVIII secolo la chiesa era divenuta insufficiente perché nel frattempo la popolazione era cresciuta di numero.
Nel 1771 ebbe inizio la costruzione dell'attuale chiesa che è formata di un'unica navata con l'altare maggiore fatto con pregiati marmi in stile barocco; sotto la mensa vi è un antico affresco del XV-XVI sec. raffigurante "L'Imago Pietatis".
Ai due lati della navata ci sono 4 altari, due per parte, dedicati nel lato sinistro: alla Beata Vergine del Carmelo e alla patrona Sant'Agata e nel lato destro al Crocefisso e a Sant'Antonio di Padova.
Tutte le pitture degli altari e del soffitto sono d'epoca recente (1947-1950) e sono state eseguite da decoratori locali sotto la guida del prof. Mario Albertella e del prof. Luigi Piffero.
All'ingresso a sinistra, dietro una cancellata, si trova una preziosa fonte battesimale del 1612 di legno intarsiato.
L'attuale organo, collocato nel 1852, è stato rimodernato negli anni successivi con 50 canne nuove. Sopra l'organo c'è la grande vetrata che raffigura Sant'Agata e il console Tiberio Claudio Quinziano, opera dei fratelli Luigi e Alfonso Piffero (1970).

### La "Croce"
I santagatesi chiamano la "Croce" la colonna in granito sulla cui cima è posta una croce in ferro battuto, che ancora oggi si trova sulla piazza del paese e che risale al 1654. In origine la colonna si trovava al centro del cimitero, posto dove adesso sorge la piazza. Il cimitero nel 1837 venne ricostruito dietro la chiesa di Sant'Agata e la "Croce" rimase a caratterizzare la piazza del paese fino al 1954 quando dopo l'arrivo della strada carrabile fu spostata ai margini del piazzale per migliorare la viabilità.

## Feste principali
- Festa patronale di Sant'Agata (5 febbraio):
- Festa del Maggio (1º maggio)

Maggio valente maggio ritornerà/
il sul fiore dell'està il sul fiore dell'està/
andate alla finestra guardate giù in giardin/
se l'è fiurì la rosa sarrà fiurì anche il vin/
in sul stato del turin in sul stato del turin
1) Se dentro questa casa/
ghe dentr un bambin in cuna/
e pregherem el Dio che possa far fortuna
2) Se dentro questa casa/
ghe dentr da maridar/
noi pregherem el Dio che possa accompagnar
3) Se dentro questa casa/
ghe dentro oro e argento/
noi pregherem el Dio che possa esser contento
(Ritornello) Fa prest fa prest signur quel poc che vori da/
la strada è tanto lunga e noi dobbiamo andar/
abbasserem la rama farem la riverenza /
noi siamo di partenza e noi dobbiamo andar/
viva il maggio!
Una tradizione ancora in uso oggi è quella del primo di maggio, quando i bambini del paese percorrono le strade di Sant'Agata e di tutte le frazioni limitrofe (Socragno, Cinzago, Ronco, Campeglio) portando la "rama", cioè un grosso ramo di maggiociondolo detto "maggio" e che in questo mese si ricopre di piccoli fiori gialli a grappoli. Alla "rama" vengono appesi piccoli oggetti come giocattoli, cartoline, nastri colorati. I bambini si fermano davanti ad ogni casa, dove cantano la "canzone del maggio" e ricevono dagli abitanti, come dono, dolci e soldi. La particolarità della canzone sta nel fatto che ha tre diverse strofe in dialetto, per tre tipi di famiglie che troveranno i bambini nelle case: la prima nel caso ci sia un bimbo in culla; la seconda se c'è una ragazza che si deve sposare e la terza per le coppie già sposate.
- Festa co-patronale della Beata Vergine Maria del Monte Carmelo (16 luglio):

## Società

### Istituzioni, enti e associazioni
- Associazione i "Bucc" attiva nella promozione sociale della frazione organizza ogni anno varie feste (carnevale, 1º maggio, castagnata). Nei primi anni del 2000 organizzarono diverse edizioni della "Festa Sarda", in quanto nella frazione vi è un cospicuo numero di abitanti di origine sarda. La festa ha avuto un notevole successo e ha portato molta popolarità a Sant'Agata.

Attuale sede presso l'ex circolo Margherita.
- Gruppo Alpini Sant'Agata, associazione di alpini in congedo nata nel 2008 (in seno all'Associazione Nazionale Alpini) attiva nel promuovere attività di volontariato per il mantenimento delle caratteristiche montane della frazione. Fra i diversi lavori eseguiti, la sistemazione del Parco dei Caduti dedicato a Mario Rigoni Stern e il restauro dell'antico lavatoio pubblico.

Attuale sede presso il salone parrocchiale.